# Rolling shutter

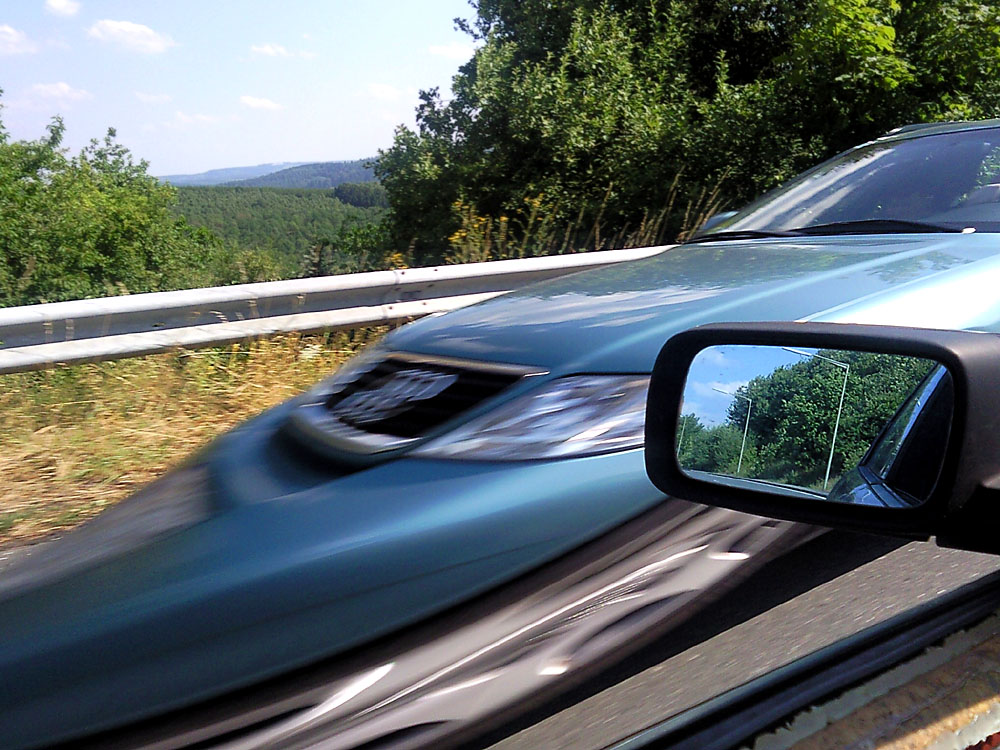
Світлина автомобіля в русі, виконана за допомогою камери із КМОН-сенсором у мобільному телефоні. Приклад ефекту перекосу

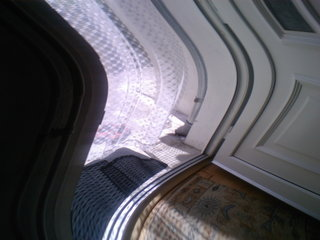
Ефект желе. Знімок, виконаний за допомогою фотокамери телефона, що ним сильно трусили

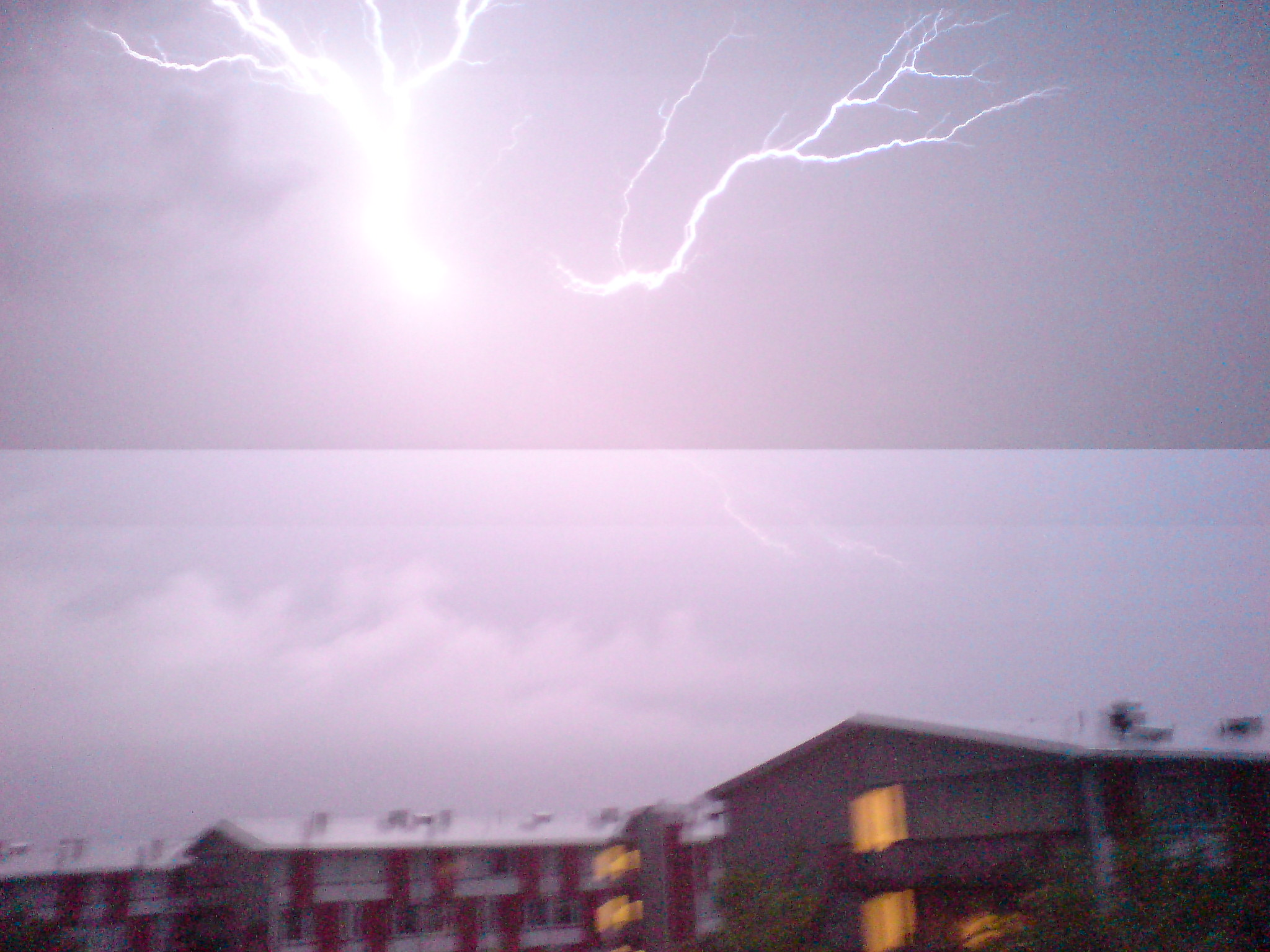
Фотографія, що демонструє ефект часткової експозиції. Умови освітлення змінилися в процесі виконання знімку — поміж експонуваннями верхньої та нижньої частини зображення

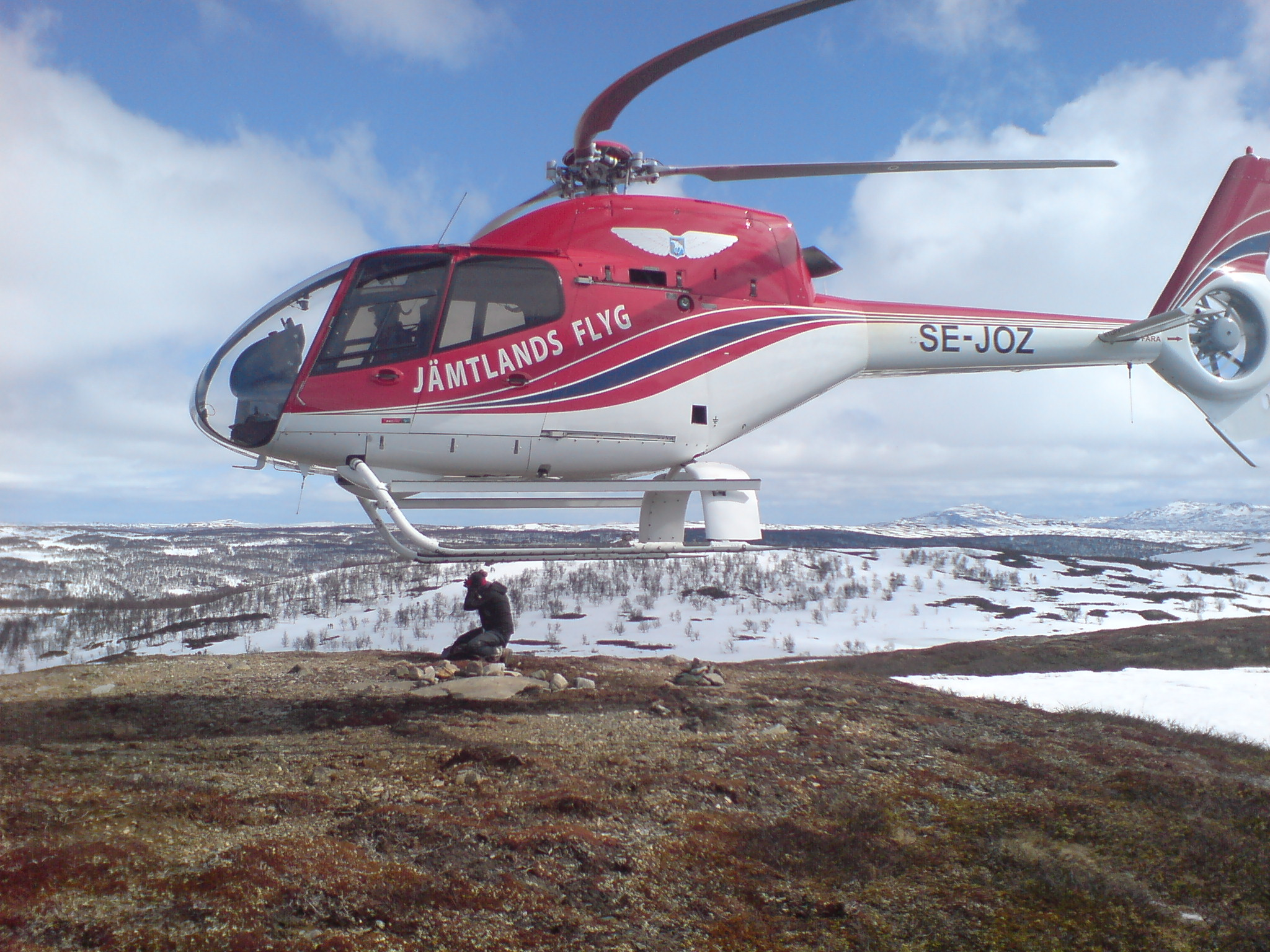
Фото гелікоптера моделі Eurocopter EC-120. Зауважте, що лопаті мотора наче вигнуті назад більшою ніж зазвичай мірою, що насправді є наслідком ефекту перекосу

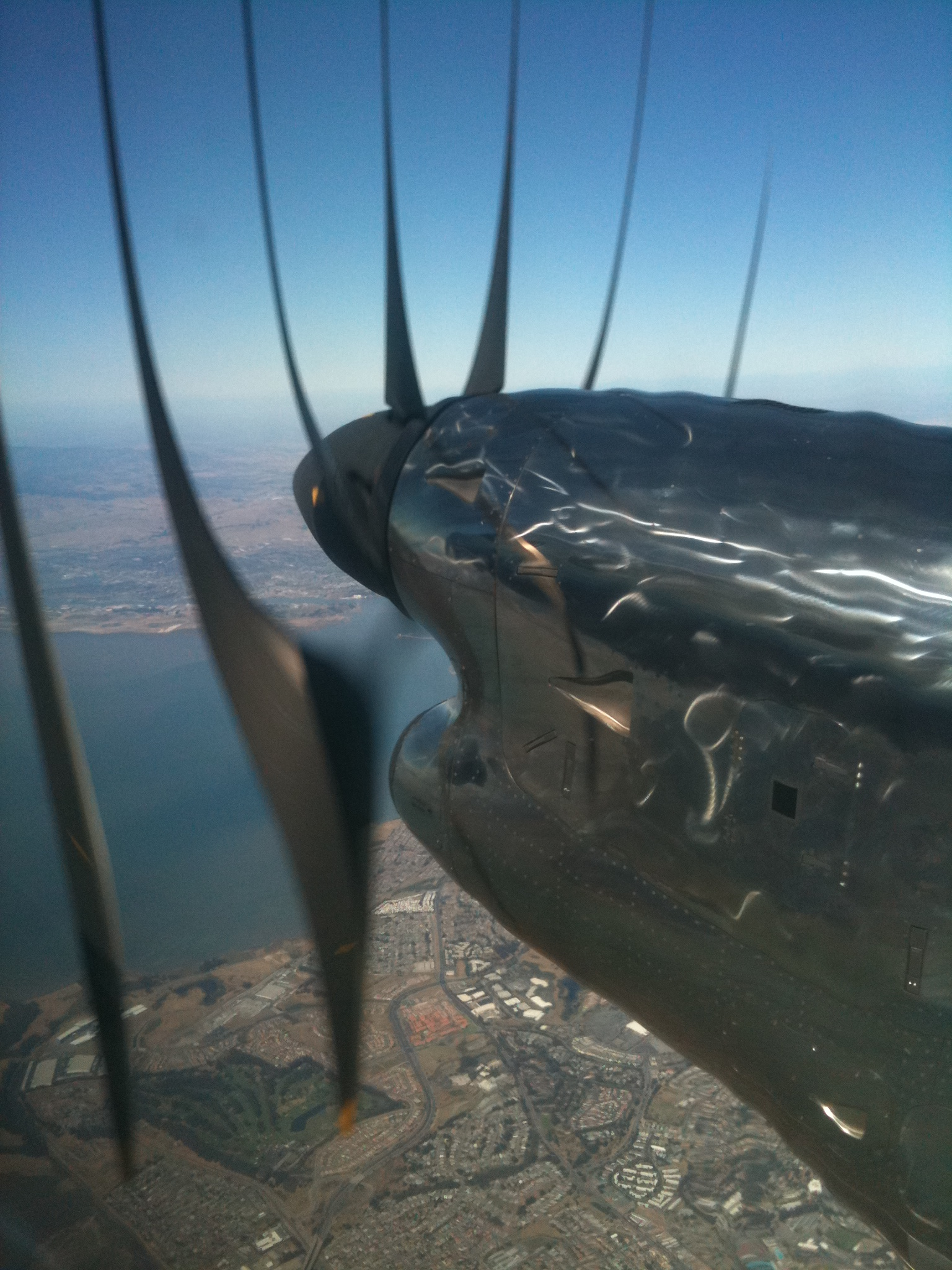
Фотознімок турбогвинтового пропелера з ефектом розмазування на ньому

Rolling shutter (також — ро́лінг-ша́тер, послідо́вний затво́р) — це метод отримання зображення, при якому кожен кадр записують не як миттєвий знімок, а радше як сканування, зчитування площини кадру, рядок за рядком — або вертикально, або горизонтально. Іншими словами, не всі частини зображення буде записано в той самий момент, незважаючи на те, що вихідний знімок пізніше, під час перегляду, буде відображено як єдине ціле — в одній світлині.
Таким чином також відбувається створення передбачуваних дисторсій (оптичних викривлень) при зніманні об'єктів, що рухаються дуже швидко, або коли сенсор вловлює швидкі спалахи світла. Цей спосіб контрастує із застосуванням іншого поширеного методу — «global shutter» («глобальний затвор»), при якому відбувається зчитування всього кадру в той самий момент.

## Характеристика ефектуrolling shutter
Метод «rolling shutter» виконується шляхом «прокручування» (англ. rolling) щілини затвора (по суті — порядкове зчитування світлової інформації) вздовж площини світлочутливого сенсора, на яку в цей момент відбувається експонування, замість того, щоб зчитувати інформацію зі всієї площини кадру в один і той же момент часу. Затвор може бути або механічним, або електронним. Перевагою такого методу є те, що сенсор зображення може продовжувати вбирати фотони світла протягом всього процесу експонування, таким чином збільшуючи світлочутливість. Такі затвори використовуються в багатьох аналогових фотокамерах — практично всі SLR-камери використовують «rolling shutter» для виконання знімків при коротших витримках — так само працюють і цифрові фото- та відеокамери, в яких використовуються КМОН-сенсори. Сам ефект найбільш помітний при зйомці в екстремальних умовах руху або при швидких спалахах світла. В той час як деякі КМОН-сенсори працюють лише на повнокадровому (глобальному, «global shutter») затворі, більшість з тих, які знаходяться на користувацькому ринку, використовують метод «rolling shutter».
ПЗЗ-сенсори (пристрої із зарядовим зв'язком) є альтернативою КМОН-сенсорам. ПЗЗ зазвичай використовують той тип затвора, який називають «глобальним» («global shutter»), завдяки якому виконуються знімки, що відображають цілісну візуальну сцену в єдиний момент часу і не потерпають від подібних цифрових артефактів руху.
Таким чином, в сучасних фотокамерах використовуються два основні типи електронних сенсорів, які мають назви «rolling shutter» та «global shutter». Основна їхня відмінність полягає в різному способі зчитування інформації: система «global shutter» зчитує інформацію зі всієї площини сенсора, а «rolling shutter» — зчитує інформацію з почергових рядків пікселів сенсора, зазвичай зверху донизу. Це й стає причиною викривлень на знімках, подібних до тих, які спричинялися у плівкових камерах із двошторковими затворами. Як було сказано вище, КМОН-сенсори зазвичай використовують систему «rolling shutter», а ПЗЗ-сенсори — «global shutter», хоча буває й навпаки.
Стартап «InVisage» розробив принципово новий сенсор «Quantum Film» на базі квантових точок. Сенсор «Quantum Film» працює за принципом «global shutter», і також є ефективнішим при захопленні світла (захоплення 90–95% світла, що потрапляє на сенсор), ніж традиційні кремнієві чипи давачів зображення, даючи сенсору високу чутливість в умовах низької освітленості, а також більш високий динамічний діапазон.

## Види дисторсій
Затвори типу «rolling shutter» можуть стати причиною наступних візуальних ефектів:
- Коливання (англ. wobble). Цей феномен (також відомий як ефект желе) — найпритаманніший знімкам, виконаним «з руки» при налаштуваннях для телефотозйомки, і найяскравіше проявляється при тремтінні камери — наприклад, якщо вона прикріплена до якогось транспортного засобу, а знімок виконаний під час його руху. В таких умовах затвор типу «rolling shutter» спричиняє появу знімків, на яких зображення наче коливається — лінії вигнуті неприродно й дивно.
- Перекіс (англ. skew). Зображення вигинається діагонально в тому чи іншому напрямку, залежно від того, в який бік рухається об'єкт, зображений на фотознімку, причиною чого є різний час експонування різних частин кадру. По суті, «перекіс» — це дуже незначний прояв феномену «коливання», описаного вище.
- Розмазування (англ. smear). Цей ефект можна з легкістю відтворити за допомогою фотокамери мобільного телефону та звичайного вентилятора/пропелера. Розмазування кожної лопаті спричинено тим, що пропелер рухається з тією ж швидкістю, з якою світлова інформація зчитується камерою з сенсора. Якщо знімок зроблений прямо перпендикулярно до вентилятора, який обертався за годинниковою стрілкою, лопаті зліва будуть виглядати тоншими ніж зазвичай, в той час як лопаті справа виглядатимуть товстішими, можливо навіть що на зображенні вони не будуть з'єднані у центрі.
- Часткова експозиція (англ. partial exposure). Якщо для виконання знімку використовувати фотоспалах, то його швидкоплинне світло може спрацювати лише для декількох рядків пікселів кадру. Наприклад,  ⅓ верхня частина зображення може бути яскраво освітлена фотоспалахом, в той час як нижніх ⅔ зображення — темні та зовсім неосвітлені, оскільки час, потрібний для спрацьовування фотоспалаху був набагато коротшим, аніж час, потрібен для зчитування інформації КМОН-сенсором. Різниця між такими двома відмінними частинами зображення може виглядати досить дивно. Схожі проблеми виникають і з мигалками автомобілів аварійних служб, із певними типами флуоресцентного освітлення, або ж у будь-яких інших екстремальних ситуаціях, в яких наявні швидкий рух об'єктів або дуже швидкі спалахи світла — швидші, аніж час, потрібен для виконання знімка (порядкового зчитування інформації КМОН-сенсором).
- Просторовий та темпоральний аліасинг.

Такі властивості систем типу «rolling shutter» можуть спричинити значні труднощі при фільмуванні з використанням візуальних ефектів. У кінематографі процес допасування руху («match moving») дозволяє отримати перспективу для візуальної сцени, яка базується на єдиному моменті часу, але виконання цього процесу ускладнюється для сенсорів, які використовують «rolling shutter», оскільки вони записують декілька дуже коротких моментів часу в єдиному кадрі. У цілому, результат залежить від швидкості зчитування сенсором світлової інформації, а також від того, зйомка якого типу сцени відбувається (якщо в ній чимало рухомих об'єктів — дисторсії будуть сильнішими); емпіричне правило в цьому випадку свідчить про те, що високоякісні кінокамери матимуть вищі швидкості зчитування, а тому — й цифрові артефакти під впливом «rolling shutter» в них проявлятимуться слабше, аніж у низькоякісних кінокамерах.

Симуляція ефекту «rolling shutter» на диску, який обертається. Мала кількість рядків створює враження зубчастих ліній; в дійсності ж при експонуванні таких рядків набагато більше, тому й дисторсія на зображенні має набагато рівніші лінії.
Анімований варіант зображення зліва